# Sociedade de São Pio V
A Sociedade de São Pio V (latim: Societas Sacerdotalis Sanctii Pii Quinti - SSPV) é uma fraternidade sacerdotal tradicionalista, fundada em 1983 e tendo sede na cidade americana de Oyster Bay, em Nova Iorque. A organização separou-se da Fraternidade Sacerdotal de São Pio X após discordâncias quanto à liturgia.
A SSPV defende que os questionamentos acerca da legitimidade da atual hierarquia católica, bem como a possibilidade de a Santa Sé estar vacante (sedevacantismo), são questões sem resposta, e que a própria SSPV não gozaria de autoridade para trazer-lhes respostas. Em termos práticos, no entanto, a organização adere à posição sedevacantista. A Sociedade foi chefiada por um de seus cofundadores, o Bispo Clarence Kelly, desde sua fundação até sua morte em 2 de dezembro de 2023. Seu nome faz referência a São Pio V, responsável pela promulgação da missa tridentina.